# Wilhelm Kühne
Wilhelm Friedrich Kühne (ur. 28 marca 1837 w Hamburgu, zm. 10 czerwca 1900) – niemiecki fizjolog, wprowadził nazwę enzym.
Po ukończeniu gimnazjum w Lüneburgu, w 1854 rozpoczął studia na Uniwersytecie w Getyndze, gdzie uczyli go m.in. Friedrich Wöhler, Jakob Henle, Rudolf Wagner, Wilhelm Weber i Johann Benedict Listing, uczył się u chemika Friedricha Wohlera i fizjologa Rudolpha Wagnera. W 1856 uzyskał doktorat na podstawie pracy dotyczącej sztucznej cukrzycy u żab. W 1868 został profesorem fizjologii w Amsterdamie, a w 1871 przeniósł się na Uniwersytet w Heidelbergu, gdzie przejął po Helmholzu pozycję profesora fizjologii i pracował do końca życia. Badał procesy chemiczne zachodzące podczas trawienia.
W latach 1877–1881 opublikował 22 ważne artykuły naukowe dotyczące siatkówki oka. Zajmował się przede wszystkim zmianami chemicznymi zachodzącymi po naświetleniu siatkówki, był też pionierem badań nad optogramami.